# Villa de Vallecas
Villa de Vallecas là một quận của thủ đô Madrid, Tây Ban Nha. Quận Villa de Vallecas có diện tích km2, dân số thời điểm năm 2010 là 65.162 người. Cùng với quận Puente de Vallecas, quận này tạo thành vùng địa lý Vallecas.
Quận này được chia thành 2 phường (Barrios):
- Casco Histórico de Vallecas
- Santa Eugenia.